# Magnus Lekven
Magnus Lekven, né le 13 janvier 1988 à Porsgrunn en Norvège, est un footballeur international norvégien qui évolue au poste de milieu défensif. 

## Biographie

### Odd Grenland
Lekven commence sa carrière professionnelle avec l'ODD Grenland. Il a fait ses débuts en équipe première en Tippeligaen à ses dix-sept ans, le 29 octobre 2005, dans le match nul 2-2 contre le Vålerenga. Il entre à la 89e minute à la place de Patrick Suffo. Il joue un seul match lors de sa première saison. 
Lors de la saison 2007, son club se voit relégué en deuxième division. Il devient peu à peu l'un des éléments-clés du dispositif de l'Odd depuis la saison 2008. Il a joué 14 matchs en Adeccoligaen, à la fin de la saison 2008 son club se voit promu en Tippeligaen. 
Il prend part à 128 matchs de championnat et 19 matchs de coupe portant son total à 147 matchs disputés de 2005 à 2012.

### Esbjerg fB
Le 22 août 2012, l'Esbjerg fB annonce que Lekven fera partie de leur effectif à partir du 1er janvier 2013. 
Mais le 30 août 2012, il rejoint officiellement le club danois de l'Esbjerg. Le joueur a accepté de jouer dans la nouvelle équipe à partir du 1er janvier de l'année suivante, quand il serait libéré sur un transfert gratuit, mais les deux clubs ont trouvé un accord pour le transfert. 
Il fait ses débuts en Superligaen le 2 septembre 2012, lors de la défaite 1-0 à domicile face au FC Midtjylland. Le 18 novembre, il marque le premier but de l'équipe, dans un match nul 2-2 sur le terrain de Brøndby IF. À la fin de la saison, l'Esbjerg remporte la Coupe du Danemark 2013. Lors de la finale, Lekven a joué comme titulaire contre Randers FC. En 2015, il devient capitaine de l'équipe.
En quatre saisons à Esbjerg, il joue 123 matchs et inscrit 4 buts.

### Vålerenga Fotball
Le 29 juillet 2016, il retourne en Norvège en signant pour le Vålerenga Fotball, pour 4 ans et demi.
Lekven marque son premier but pour Vålerenga le 10 septembre 2017, lors d'une rencontre de championnat face au Sarpsborg 08 FF. Buteur dans les dernières minutes du match, il ne permet pas à son équipe d'obtenir un résultat (défaite 1-2 de Vålerenga).

### Odds BK
En janvier 2021 Magnus Lekven fait son retour à l'Odds BK.
Après une saison 2022 où il a très peu joué, Magnus Lekven décide de mettre un terme à sa carrière professionnelle en novembre 2022, à l'âge de 34 ans, alors qu'il avait encore un an de contrat avec le club.

### Équipe nationale
Magnus Lekven débute avec les espoirs le 10 février 2009, contre l'équipe d'Espagne espoirs (1-1). Il compte onze sélections avec les espoirs.
Le 23 novembre 2011, il est inclus dans la liste d'Egil Olsen pour la King's Cup 2012, un événement qui sera joué en janvier. Le 15 janvier 2012, il entre à la 84e minute à la place de Ruben Yttergård Jenssen contre le Danemark (1-1).
Il compte quatre sélections et zéro but avec l'équipe de Norvège entre 2012 et 2013.

## Palmarès
- Avec l'Esbjerg fB :
  - Vainqueur de la Coupe du Danemark en 2013.

## Statistiques
| Saison                | Club                  | Championnat           | Championnat | Championnat | Coupe(s) nationale(s) | Coupe(s) nationale(s) | Compétition(s) continentale(s) | Compétition(s) continentale(s) | Compétition(s) continentale(s) | Norvège | Norvège | Total | Total |
| Saison                | Club                  | Division              | M.          | B.          | M.                    | B.                    | Comp.                          | M.                             | B.                             | M.      | B.      | M.    | B.    |
| 2005                  | Odd Grenland          | Tippeligaen           | 1           | 0           | -                     | -                     | -                              | -                              | -                              | -       | -       | 1     | 0     |
| 2006                  | Odd Grenland          | Tippeligaen           | 6           | 0           | 1                     | 0                     | -                              | -                              | -                              | -       | -       | 7     | 0     |
| 2007                  | Odd Grenland          | Tippeligaen           | 7           | 0           | 2                     | 1                     | -                              | -                              | -                              | -       | -       | 9     | 1     |
| 2008                  | Odd Grenland          | Adeccoligaen          | 14          | 1           | 1                     | 0                     | -                              | -                              | -                              | -       | -       | 15    | 1     |
| 2009                  | Odd Grenland          | Tippeligaen           | 29          | 1           | 5                     | 1                     | -                              | -                              | -                              | -       | -       | 34    | 2     |
| 2010                  | Odd Grenland          | Tippeligaen           | 29          | 0           | 5                     | 0                     | -                              | -                              | -                              | -       | -       | 34    | 0     |
| 2011                  | Odd Grenland          | Tippeligaen           | 30          | 0           | 3                     | 0                     | -                              | -                              | -                              | -       | -       | 33    | 0     |
| 2012                  | Odd Grenland          | Tippeligaen           | 12          | 0           | 2                     | 0                     | -                              | -                              | -                              | 2       | 0       | 16    | 0     |
| 2012-2013             | Esbjerg fB            | Superligaen           | 24          | 1           | 4                     | 0                     | -                              | -                              | -                              | 2       | 0       | 30    | 1     |
| 2013-2014             | Esbjerg fB            | Superligaen           | 23          | 0           | -                     | -                     | C3                             | 7                              | 0                              | -       | -       | 30    | 0     |
| 2014-2015             | Esbjerg fB            | Superligaen           | 27          | 1           | 4                     | 0                     | C3                             | 4                              | 0                              | -       | -       | 35    | 1     |
| 2015-2016             | Esbjerg fB            | Superligaen           | 27          | 2           | 1                     | 0                     | -                              | -                              | -                              | -       | -       | 28    | 2     |
| 2016-2017             | Esbjerg fB            | Superligaen           | 2           | 0           | -                     | -                     | -                              | -                              | -                              | -       | -       | 2     | 0     |
| 2016                  | Vålerenga Fotball     | Tippeligaen           | -           | -           | -                     | -                     | -                              | -                              | -                              | -       | -       | 0     | 0     |
| Total sur la carrière | Total sur la carrière | Total sur la carrière | 231         | 6           | 28                    | 2                     | -                              | 11                             | 0                              | 4       | 0       | 274   | 8     |